# Opius superbus
Opius superbus är en stekelart som beskrevs av Szepligeti 1898. Opius superbus ingår i släktet Opius och familjen bracksteklar. Inga underarter finns listade i Catalogue of Life.